# L'Estat Català: setmanari de intransigència nacionalista
L'Estat Català: setmanari de intransigència nacionalista fou una publicació barcelonina dirigida pels seguidors de la independència catalanista que reivindicava el reconeixement de la Nació catalana, tots ells encapçalats pel líder d'Estat Català, Daniel Cardona.
Va sortir per primer cop al maig de l’any 1918 encara que a causa de les dures condicions de la premsa clandestina i el poc suport econòmic, va durar només dues setmanes. Aquest setmanari va tenir una extensió de quatre pàgines, totes amb dues columnes i seguint el format 395x286 mm, i disposava de la seva redacció al carrer de l’Arc de Sant Ramón número 11.
L'article publicat en el primer número del diari, anomenat “Breviari”, exposa la intenció redactora com reivindicativa, no de la independència catalanista sinó de l’autonomia i autodirecció integral del territori. El contingut de la publicació es basa en missatges motivadors de caràcter nacionalista i notícies que poden implicar el caire catalanista en el discurs.

## Naixement
La primera aparició del diari és el 5 de maig de 1918 a Barcelona, aquest va ser fundat sota la idea catalanista de Cardona i dels seguidors més propers a ella com ara Jaume Compte o Lluís Escaler.
Les causes del naixement les ubiquem l’any 1916, data on Daniel Cardona i Cívit  va viure en primera persona l'aixecament irlandès de Pasqua, un fet motivador per intentar construir un camí insurreccional a Catalunya que li acabés atorgant la independència desitjada. El seu pensament interclassista no buscava el suport dels burgesos com ho feia la Lliga Regionalista, ni tampoc cercava el vot de l’obrer com començava a fer el socialisme, sinó que la iniciativa volia extreure el sentiment nacionalista dels joves.
Un any després, en 1917, amb les vagues convocades pels sindicats, Daniel Cardona troba aquell esperit revolucionari vist a Irlanda i anhelat en el poble català. D’aquesta manera en 1918 s'ajunta amb un grup de polítics seguidors del corrent i crea el seu primer nucli d’acció, a més de començar a editar el setmanari.
L’Estat Català amb el subtítol setmanari de intransigència nacionalista va acabar sent una publicació en paper que només sortia els diumenges per un preu de 10 cèntims. L'estructura del diari comptava amb quatre pàgines de dues columnes amb format 395x286 mm i era editat al carrer de l’Arc de Sant Ramón número 11.

## Història
Les dues publicacions que va oferir el diari estan recollides a la Biblioteca de Catalunya i virtualment a l'Arxiu de revistes catalanes.
Ambdues publicacions segueixen la mateixa temàtica reivindicadora i catalanista, no es divideixen en seccions clares, però sí que contenen parts amb discursos similars i crits nacionalistes. L'estructura és semblant entre els dos números; primerament deixen les dues primeres pàgines d’alternança en les notícies nacionalistes, les presentacions de la idea redactora i els discursos populars. La tercera pàgina té escrits nacionalistes de fora de Catalunya, notícies folklòriques i un petit recull d’esdeveniments esportius. I, l’última pàgina està dedicada a la cultura envers els Jocs Florals.
Dins del contingut cal destacar l’article anomenat “Breviari” que exposa la intenció redactora i la funció del diari com a reivindicadora, no de la independència sinó d’aconseguir l’autonomia catalana i una autogestió del govern nacional. L’apartat “Futeses” que narra breument notícies barrejades amb sàtira, altres apartats que esclareixen el destinatari com “Joventut” o aclariments com “Som apolítics” i petits paquets propagandístics o anuncis locals.

## Final
Contrari al seu èxit inicial, el setmanari va tenir un pas breu (1918) va finalitzar el 12 de maig, just una setmana després de publicar el seu primer número. El primer butlletí de Daniel Cardona només consta de dos números.
La premsa nacionalista que defenia l’independentisme català era pràcticament clandestina en aquell temps, aquest diari també va patir les restriccions monetàries i censures imposades pel règim monàrquic fidel a la Restauració. En els números publicats podem veure petits espais on demanen als lectors el suport més gran possible; incitant a la distribució del setmanari i a la subscripció mensual per només 1 pesseta.
La poca estabilitat que suposaven les restriccions i les idees innovadores del major pensant van portar al fi de la publicació.
A l’agost del mateix any reutilitza les bases d’aquesta publicació per fer-ne Som!, un setmanari més radical amb col·laboracions destacables de Josep M. Batista i Roca o Vicenç A. Ballester.
El nom d’Estat Català és recollit el 1922 per Daniel Cardona sota la intenció fer el partit polític juntament amb Francesc Macià.

## Equip
- Direcció: Daniel Cardona i Civit (1918)
- Redacció i editors: Manuel Pagès, Jaume Compte, Daniel Roig i Pruna, Lluís Escaler, Daniel López…
- Col·laboradors: Mariano García-Colás, Vicent Tomás i Martí…